# Archaeopolycentra zherikhini
Archaeopolycentra zherikhini is een fossiele soort schietmot uit de familie Polycentropodidae.